# Soverzene
Soverzene és un municipi italià, dins de la província de Belluno. L'any 2007 tenia 420 habitants. Limita amb els municipis d'Erto e Casso (PN), Longarone, Pieve d'Alpago i Ponte nelle Alpi.

## Administració
| Període | Identitat       | Partit        |
| ------- | --------------- | ------------- |
| 2004-   | Alessandro Savi | Llista cívica |